# Astrazione Povera
L'Astrazione Povera è un movimento artistico teorizzato dal critico Filiberto Menna nei primi anni ottanta.

## Astrazione Povera
Il movimento dell'Astrazione Povera segue la "linea minimale" di pittura come riduzione: l'attenzione degli artisti si concentra sul tentativo di operare una riduzione linguistica nei mezzi utilizzati, esplicitando il processo di costruzione dell'opera d'arte.
In questo senso, l'accezione solo apparentemente negativa del termine Astrazione Povera si comprende a pieno nel fare artistico essenziale, costruito con gli attrezzi minimi assolutamente indispensabili per intraprendere la costruzione di una nuova immagine del reale.
Per questa ragione, l'Astrazione Povera si contrappone in maniera netta agli orientamenti allora dominanti del Post-moderno e della Transavanguardia basati su una pittura impostata sul pieno, sull'ingombro, sulla sovrabbondanza dei colori, della materia, della narrazione e dell'espressione.
In questo movimento, l'opera non è il luogo della citazione, della fabula o dell'espressività immediata del soggetto, ma il punto di arrivo di uno spostamento di accento dalla dominante semantica a quella sintattica del linguaggio pittorico.
Allo slogan Lyotardiano, secondo cuiemblema del risorgimento pittorico post-moderno maturato alla fine degli anni settanta, secondo cui "si può leggere tutto e in tutte le maniere", questo movimento contrappone una più acuta coscienza del limite e la esigenza di realizzare delle forme che hanno innanzitutto valore per sé stesse.L'attenzione degli artisti si concentra ancora una volta , sulla relazione dei segni tra loro, il procedimento si orienta verso un esito ravvicinato, concreto, a portata di mano, ma allo stesso tempo non interamente prevedibile rispetto all'idea di partenza. La pratica dell'arte sembra restituire, così, valore a una qualche intenzionalità progettuale, coinvolgendo di nuovo la questione del futuro, sia pure un futuro talmente ravvicinato da identificarsi semplicemente con l'esito del procedimento formativo. Gli artisti pongono come un fatto assolutamente prioritario i problemi del linguaggio e al loro interno la questione dell'opera come un evento di ordine costruttivo. Il loro lavoro si nutre principalmente di una intenzionalità progettuale che vuole evitare anzitutto ogni facilità espressiva, qualsiasi suggestione narrativa, senza cedere per altro ad una idea di astrazione tradizionale.
Essi si contrappongono, perciò alla pittura che fa affidamento sul pieno, materica, narrativa, muovendo da un atteggiamento preliminare di sottrazione, di riduzione linguistica, spinta in qualche caso fino all'azzeramento. Questi artisti sembrano affermare che il meno è il più, ciò che conta non è il pieno, ma, appunto il vuoto, la sensazione concava per indicare una condizione propizia all'esercizio della mente che pensa se stessa, sicché l'esperienza dell'arte è vissuta come una pratica iniziatica, in cui non manca neppure una componente ascetica.
I principali artisti che hanno fatto parte del movimento Astrazione Povera sono Gianni Asdrubali, Antonio Capaccio, Mimmo Grillo, Bruno Querci, Lucia Romualdi, Mariano Rossano, Rocco Salvia,. Annibel Cunoldi, Sergio Lombardo (con la sua Pittura Stocastica).

## Principali mostre
- Costruttività, Tour Fromaage e Teatro Romano, Aosta 1982
- Tridimensionale, Galleria d'Arte Contemporanea, Termoli 1983
- La Soglia, G. Sagittaria, Pordenone 1985
- Il meno è il più, La Salerniana, Erice 1986
- Astrazione povera, Studio Ghiglione, Genova 1986
- Astrazione povera, Studio Marconi, Milano 1987

## Cataloghi
- Catalogo - F. Menna, Il meno è il più, La Salerniana, Erice, Milano, Mazzotta Editore, 1986. ISBN 88-202-0699-4.
- Catalogo - F. Menna, Astrazione povera, Studio Ghiglione, Genova, 1986
- Catalogo - F. Menna, Astrazione povera, Studio Marconi, Milano, 1987
- Catalogo - F. Menna, La Soglia, Galleria Sagittaria, Pordenone, 1985
- Catalogo - G. Cortenova, “L'arte della coscienza”; F. Menna, “Riduzione e complessità”, in Astratta. Secessioni astratte in Italia dal dopoguerra al 1990, Palazzo Forti, Verona, 23 gennaio - 15 marzo 1988, Milano, Mazzotta Editore, 1988.
- Catalogo - Alberto Rigoni “Le rotte della Pittura. Sessant'anni di astrazione italiana dalla collezione Garau" il Geko edizioni 2013.